# Isi Grünbaum
Isi Grünbaum eller Israel Grünbaum (11. februar 1908 i København – 8. januar 1989) var en dansk økonom, embedsmand, modstandsmand, forfatter og kommunistisk politiker for DKP. Han var bror til Henry Grünbaum.

## Liv
Isi Grünbaum var søn af den polsk-jødiske skomager Moses eller Mosick Nuchim Grünbaum, som var kommet til København fra Łódź i 1904. I København blev faderen gift med en anden polsk jøde Batha den 31. december 1905. Grünbaum var den næstældste ud af en børneflok på fire.
Grünbaum var meget politisk i sin studenterid i 1920'erne i Socialdemokratiet, senere fra 1933 som medlem af DKP, samme år blev han cand.polit. og ansat i Finansministeriets hovedrevisorat. Hans embedskarriere fortsatte frem til besættelsen og DKP's illegalitet i juni 1941.
I 1936 udgav Grünbaum for første gang en artikel i et kommunistisk blad, tidsskriftet Tiden, navnet på artiklen er "Hvad kan Valutacentralen bruges til?", de efterfølgende år udgiver han flere artikler i samme tidsskrift. I 1941 udgav Grünbaum på Arbejderforlaget bogen Økonomi og Klassekamp i Danmark, som var en opsamling af en række artikler fra tidsskriftet Kultur og Politik, primært med indlæg fra Arbejderbladet, Ugens Ekko og Kultur og Politik.
Efter arrestationerne af kommunisterne den 22. juni 1941 gik Grünbaum under jorden og arbejde illegalt i modstandsarbejde som organisator. Han var modstandsmand tilknyttet Frit Danmarks tjenestemandsgrupper, der blev etableret 1943 og bestod af embedsmand i centraladministrationen, som var modstandere af samarbejdet med Værnemagten. Isi Grünbaum blev formand for gruppen og den senere statsminister Viggo Kampmann medhjælper. Med i gruppen var Fritz Michael Hartmann, Hans Topsøe-Jensen og Jørgen Jensen, kaldet "Den Lange". Gruppen havde især til formål at sprede illegale blade fra Frit Danmark i det administrative system og at modarbejde tyskvenlige ansatte. Det blev til bladet Danske Tjenestemænd, hvis første nummer udkom i slutningen af 1943.
Han fortsatte under krigen sit politisk-økonomisk teoretiske skrivearbejde og udgav i perioden 1942 til 1947 fem bøger, Indførelse i den marxistiske lære om samfundsøkonomi fra 1945 og Kapitalismens økonomi fra 1947, begge på forlaget Tiden. Under besættelsen brugte han pseudonymet Jens Grøn og opholdt sig blandt andet i Moskva i Sovjetunionen.
Efter krigen gik en stor del af tiden for Grünbaum med det politiske arbejde i DKP's landsledelse, centralkomiteen, hvor han var medlem mellem 1946 og 1955 og i samme tidsrum også medlem af Københavns Borgerrepræsentation for partiet.
Derefter rejste han i 1955 til Hjørring, hvor han fik en stilling som amtsforvalter. I 1950'erne og 1960'erne udgav han kun 5 artikler i alt. I 1973 blev han amtsskatteinspektør i Frederiksborg Amt, en stilling han havde frem til 1975. Ved sin pension i 1975 havde han arbejdet i den offentlige forvaltning i over 40 år, med undtagelse af årene under besættelsens illegalitet. Samme år er han med til at skifte Socialistiske Økonomer, han var medlem af DKP til sin død i 1989 og fortsatte også sine skriverier.

## Værker
Udpluk af værker:
- Grünbaum og Hanna Kobylinski: Kina og Stormagterne; København 1942
- Kapitalismens Økonomi, Forlaget Tiden 1947.
- Nazismens klassekarakter, 1943, genudgivet af Forlaget Tiden 1975.
- Da mit hår blev grønt, 1988